# Градське
Градське́ —  село в Україні, у Боромлянській сільській громаді Охтирського району Сумської області. Населення становить 25 осіб. Колишній орган місцевого самоврядування — Гребениківська сільська рада.

## Географія
Село Градське знаходиться на відстані 1 км від села Братське. По селу протікає пересихаючий струмок з загатою. Поруч проходить автомобільна дорога Н12.

## Історія
12 червня 2020 року, відповідно до розпорядження Кабінету Міністрів України № 723-р «Про визначення адміністративних центрів та затвердження територій територіальних громад Сумської області», село увійшло до складу Боромлянської сільської громади.
19 липня 2020 року, в результаті адміністративно-територіальної реформи та ліквідації Тростянецького району, громада увійшла до складу новоутвореного Охтирського району.

## Населення

### Мова
Розподіл населення за рідною мовою за даними перепису 2001 року:
| Мова       | Кількість | Відсоток |
| ---------- | --------- | -------- |
| українська | 24        | 96%      |
| російська  | 1         | 4%       |
| Усього     | 25        | 100%     |